# کارتیج (کارولینای شمالی)
کارتیج (به انگلیسی: Carthage) شهری در ایالت کارولینای شمالی کشور ایالات متحده آمریکا است که جمعیت آن در سرشماری سال ۲۰۱۰ میلادی، ۲٬۲۰۵ نفر بوده‌است.